# Столицы России
Столица России — главный политический и административный центр российского государства. На протяжении истории эту роль играли несколько городов. С 1918 года столицей России является Москва.

## Официальная столица

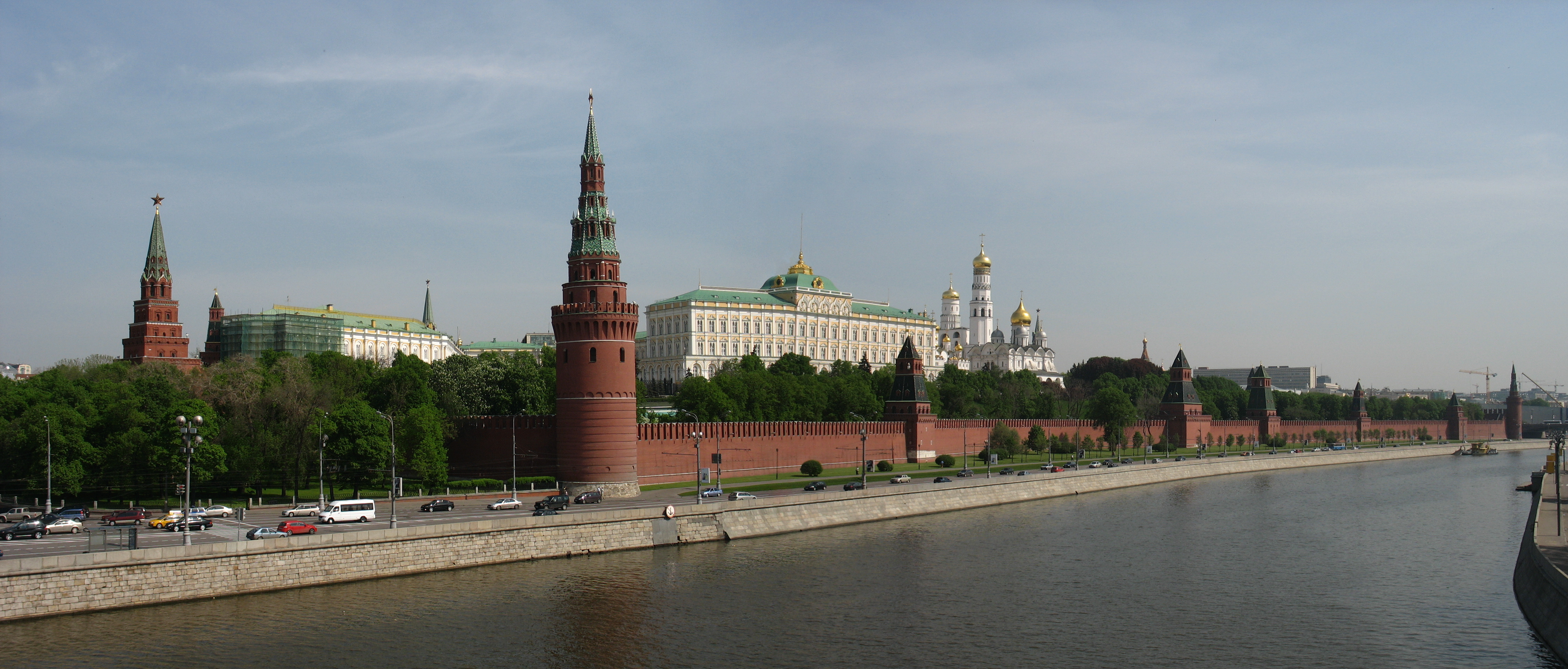
Панорама Московского Кремля: вид на Кремлёвскую набережную

Согласно статье 70 Конституции РФ, столицей Российской Федерации является Москва. В городе находятся высшие законодательные, исполнительные и судебные федеральные органы власти страны (за исключением Конституционного Суда РФ, который с 2008 года расположен в Санкт-Петербурге), дипломатические представительства иностранных государств. Московский Кремль является официальной резиденцией Президента Российской Федерации.
Москва является самостоятельным субъектом федерации в статусе города федерального значения. Она также служит административным центром Московской области, в состав которой не входит, и Центрального федерального округа. Особенности правового положения Москвы как столицы регулируются федеральным законом «О статусе столицы Российской Федерации» и городским Уставом. Из федерального бюджета Москве ежегодно выплачиваются субвенции, компенсирующие затраты, связанные с осуществлением столичных функций.
Исторически столичный статус закрепился за Москвой в XIV веке, в результате того, что московские князья возглавили процесс объединения раздробленных русских земель в единое государство. В период Российской империи столица была перенесена в Санкт-Петербург, но вновь вернулась в Москву после Октябрьской революции.
С советского времени и до настоящего момента Москва — главный экономический, финансовый, научный и культурный центр страны, а также важнейший транспортный узел. По объёму валового регионального продукта она занимает первое место среди всех субъектов федерации. Вокруг Москвы сложилась самая большая в России городская агломерация, в которой сконцентрировано более 10 % населения страны (около 16 млн человек).

## Исторические столицы
В древнерусском языке не было термина «столица», его аналогом являлись термины «стол» («старейший стол») и «стольный город». Комплекс представлений об «общерусской» столице как особом понятии сложился в XI—XIII веках.

### Ладога (862—864)

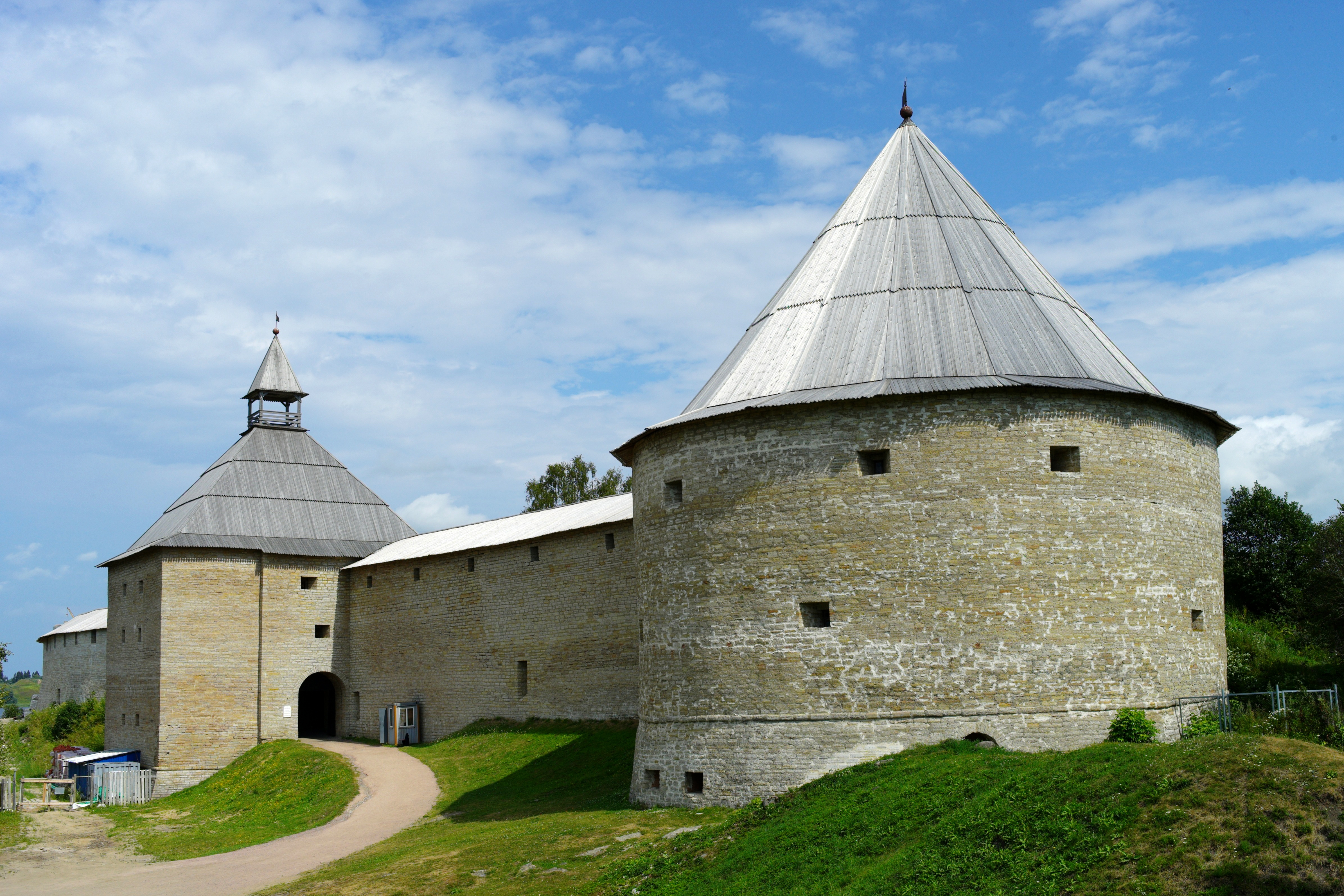
Староладожская крепость.
Климентовская и Воротная башни

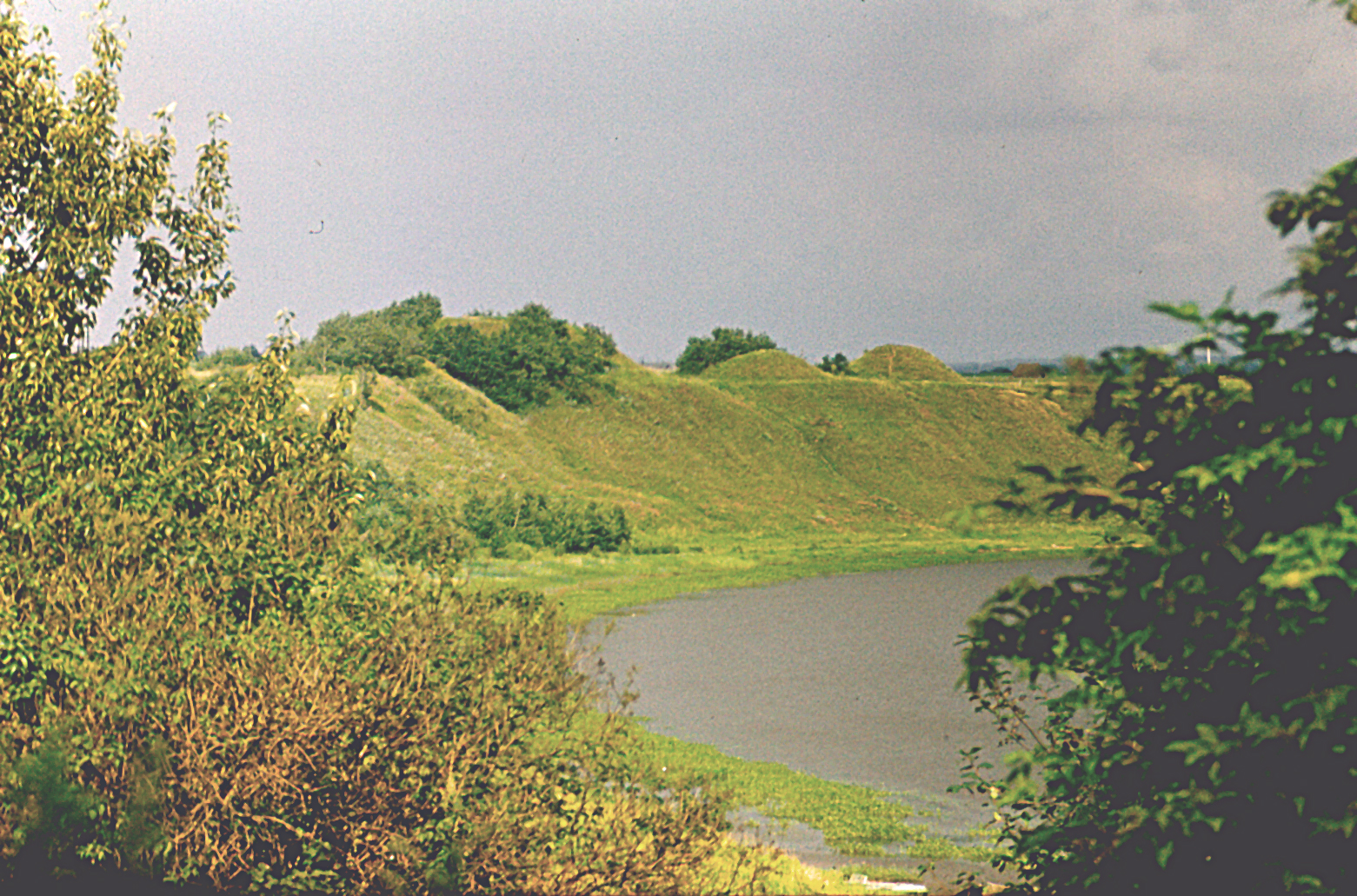
Курганы на берегу Волхова

Возникшая по данным археологии в середине VIII века Ладога названа резиденцией Рюрика в Ипатьевском списке «Повести временных лет». Согласно этой версии, Рюрик сидел в Ладоге до 864 года, и лишь после этого основал Новгород.
Популяризация Ладоги (ныне село Старая Ладога в Ленинградской области) как «первой столицы Руси» получила сильный толчок во время празднования её 1250-летия в 2003 году. Однако не все историки признают за ней этот статус.
Среди новгородских и петербургских учёных данный вопрос является предметом своеобразного «местнического» спора, данный вопрос также рассматривается в работах украинских историков.
В Санкт-Петербурге как общегородской праздник официально отмечается (15 августа) памятная дата «День Ладоги — первой столицы Руси, предшественника Санкт-Петербурга».

### Новгород (864—882)

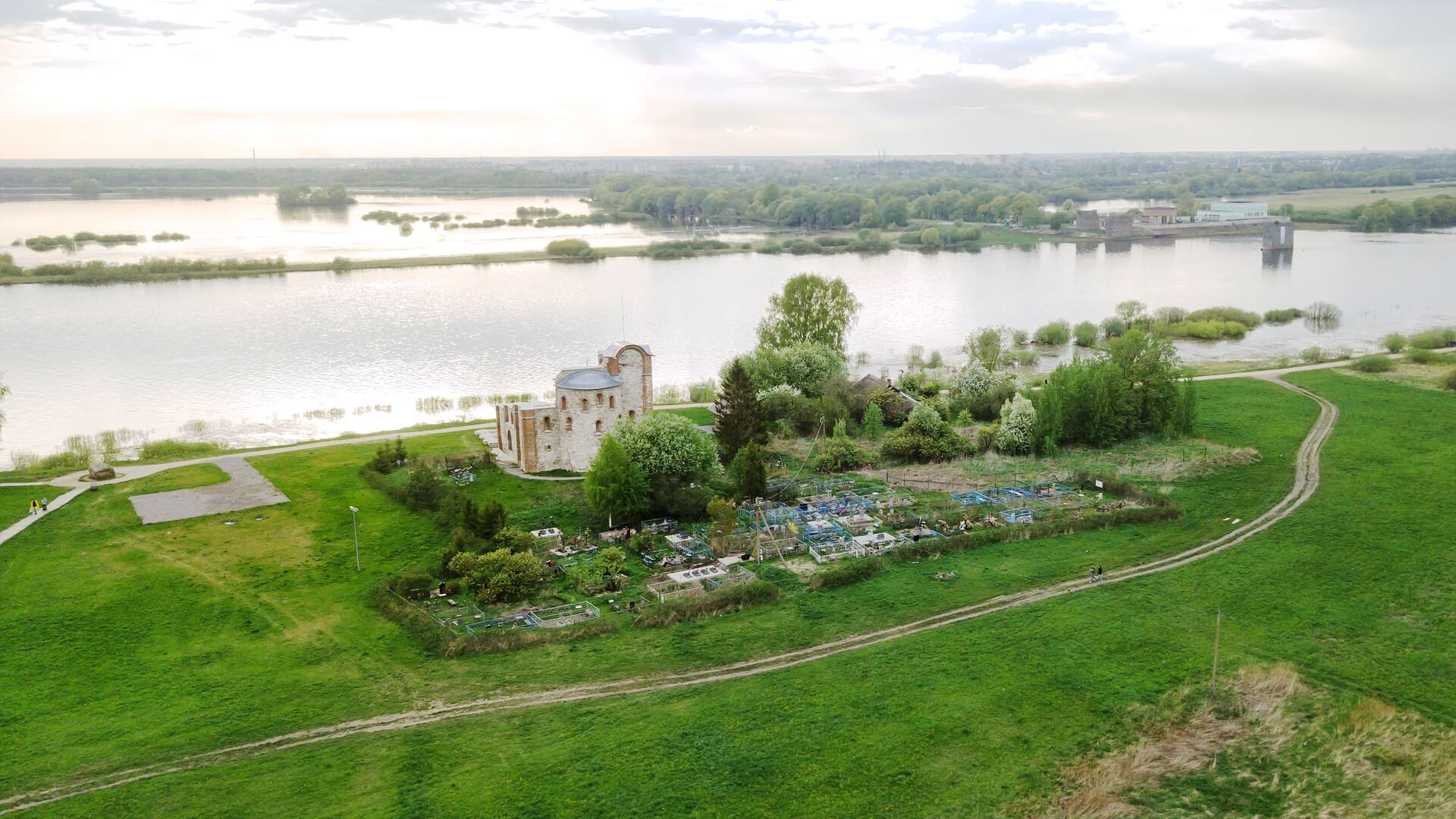
Рюриково Городище, общий вид археологического памятника

Согласно другим летописям, резиденцией Рюрика сразу стал Новгород. Как показали археологические исследования, на своём нынешнем месте Новгород существует только с X века. Летописные упоминания о нём в более раннее время могут относиться к Городищу в 2 км от современного центра Новгорода.
Вне контекста летописного рассказа о призвании варягов указание на первоначальное старшинство новгородского региона имеется у арабского географа Ибн Хаукаля, который называет его (ас-Славийю) главным среди трёх центров русов, и в сообщении Лаврентьевской летописи, где приводятся слова, с которыми в 1206 году владимирский князь Всеволод Большое гнездо отправлял собственного сына Константина в Новгород на княжение: «А Новъгород Великый старейшиньство имать княженью во всей Русьской земли».
После перенесения столицы в Киев в 882 году Новгород сохранил роль второго по значимости центра страны. В нём обычно правил старший сын великого князя киевского. Соперничество двух столиц — северной и южной — стало характерной чертой русской истории и в последующие исторические эпохи.

### Киев (882—1243)

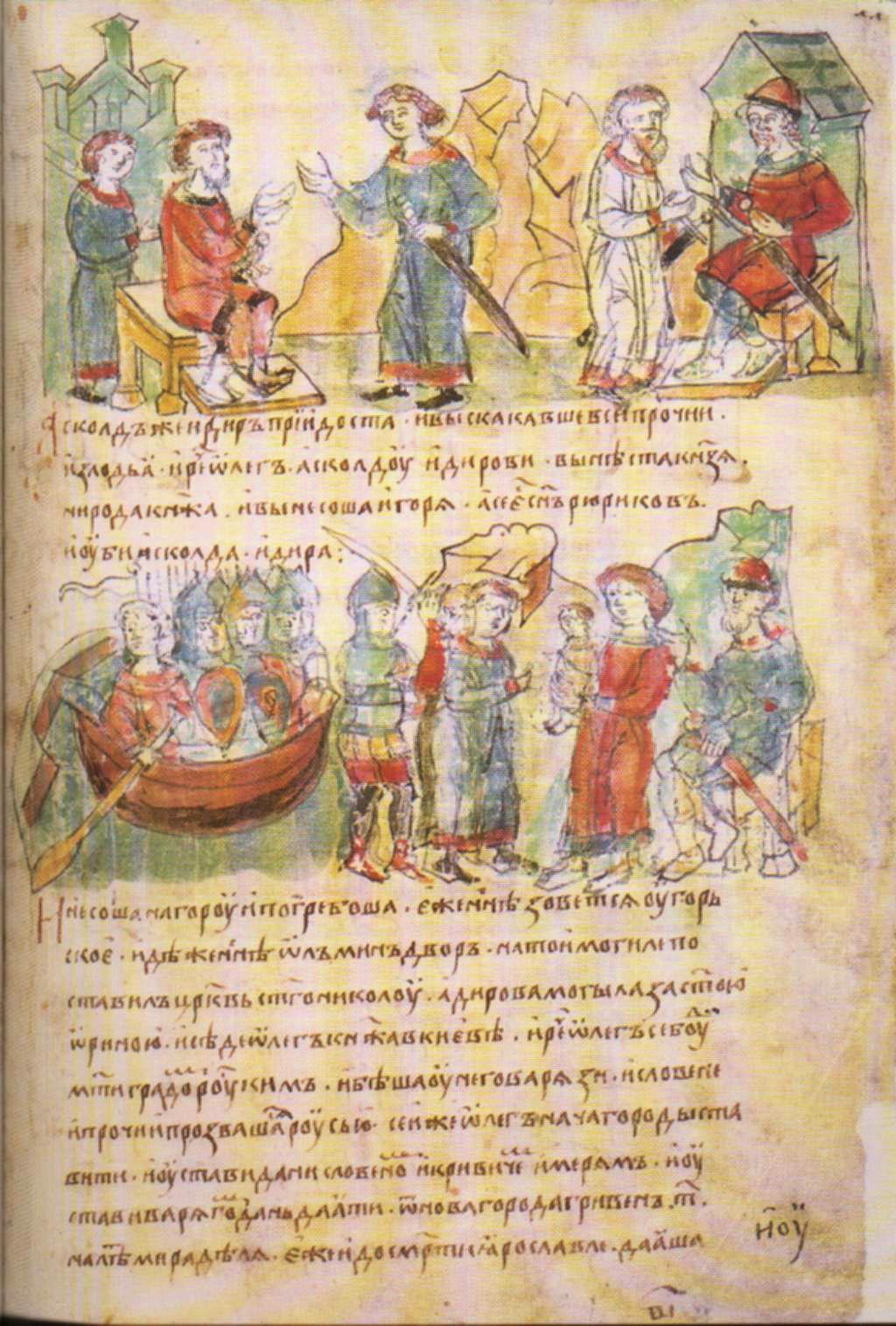
Олег перед стенами Киева. Миниатюра из Радзивилловской летописи (XV век)

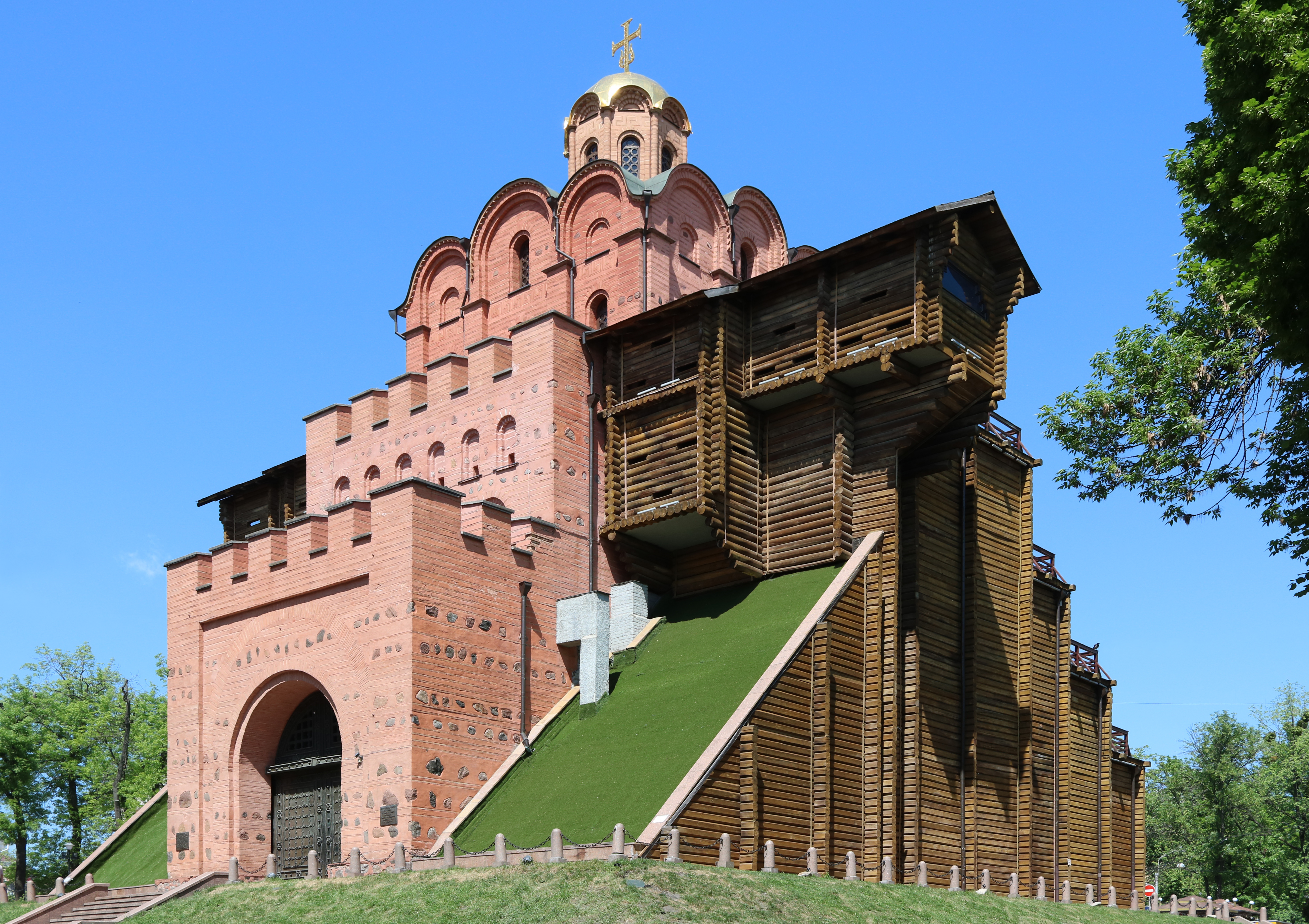
Золотые ворота в Киеве

Киево-Печерская лавра (современный вид)

В 882 году преемник Рюрика новгородский князь Олег Вещий захватил Киев, который с этого времени становится столицей Руси:106. С принятием Русью христианства в конце X века Киев становится резиденцией митрополита всея Руси.
Совпадение политического и церковного центра в сочетании с длительным периодом единовластия киевских князей привело к формированию на Руси устойчивого института столицы, что было не типичным для большинства европейских стран того времени:112-113. В древнерусской литературе понятию столицы соответствовали выражения «старейший стол» и сохранившие своё значение до сегодняшнего дня выражение «стольный город» и эпитет «первопрестольный»:105—107. Киев получил наименование «Матери городов русских», что являлось калькой с греческого слова «метрополия» и уподобляло город Константинополю. В условиях разрастания княжеского рода управление Русью с середины XI века приобрело форму сеньората: прерогативы верховной власти вместе с владением киевским столом переходили к генеалогически старшему князю.
В период политической раздробленности, который пришёл на смену относительно централизованному Древнерусскому государству и длился с середины XII по начало XVI века, Русь продолжала сохранять определённое единство в форме номинального политического главенства старейшего стола и его великого князя, сначала киевского, позднее владимирского и московского.
Для политической структуры Руси в конце XII — первой половине XIII века было характерно существование четырёх влиятельных земель: Суздальской (Владимирской), Волынской, Смоленской и Черниговской, управлявшихся, соответственно, субдинастиями Юрьевичей, Изяславичей, Ростиславичей и Ольговичей. Остальные земли были несравнимо слабее и в той или иной форме зависели от первых четырёх. Внутри каждой земли существовали своя столица и подчинённые ей удельные столы.
Киевское княжество в этот период продолжало рассматриваться как общее владение княжеского рода, и право на получение столов в нём («причастие») имели все главные ветви Рюриковичей. Своей княжеской династии в Киеве не сложилось, контроль над ним был предметом постоянной борьбы, что с одной стороны вело к неуклонному падению его реальной роли, а с другой делало объектом, вокруг которого переплетались интересы всех русских земель.
С 1169 года, когда Андрей Боголюбский, обладая признанным старшинством, впервые отказался занять киевский стол, связь между обладанием Киевом и статусом самого сильного князя стала необязательной. В последующее время старшие суздальские и волынские князья предпочитали передавать Киев своим второстепенным родственникам, а черниговские и смоленские — чаще правили лично. Тем не менее, к князьям, когда-либо в течение жизни правившим в Киеве, продолжал прилагаться титул князей «всея Руси». Как в древнерусских источниках, так и в глазах иностранцев город продолжал восприниматься как столица.
В 1240 году Киев был разрушен монголами и на долгое время пришёл в упадок. Борьба за него прекратилась. Старейшими на Руси («стареи всем князем в Русском языце») были признаны владимирские великие князья Ярослав Всеволодович (1243) и Александр Ярославич Невский (1249), и Киев был передан им. Однако своей резиденцией они предпочли оставить Владимир. В последующую эпоху, вплоть до завоевания Киева Литвой (1362), в нём правили провинциальные князья, не претендовавшие на общерусское главенство.

### Владимир (1243—1389)

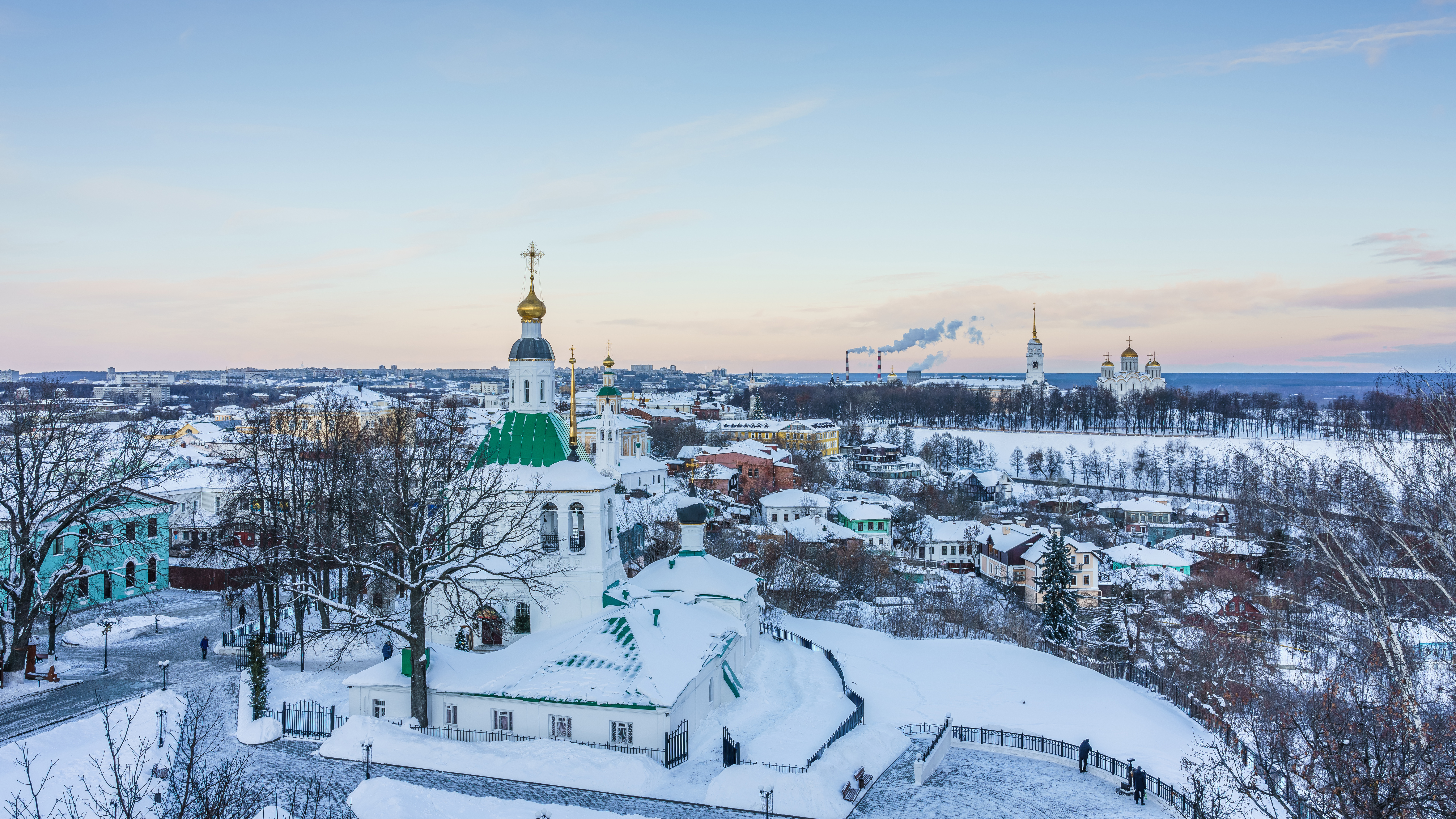
Владимир (современный вид)

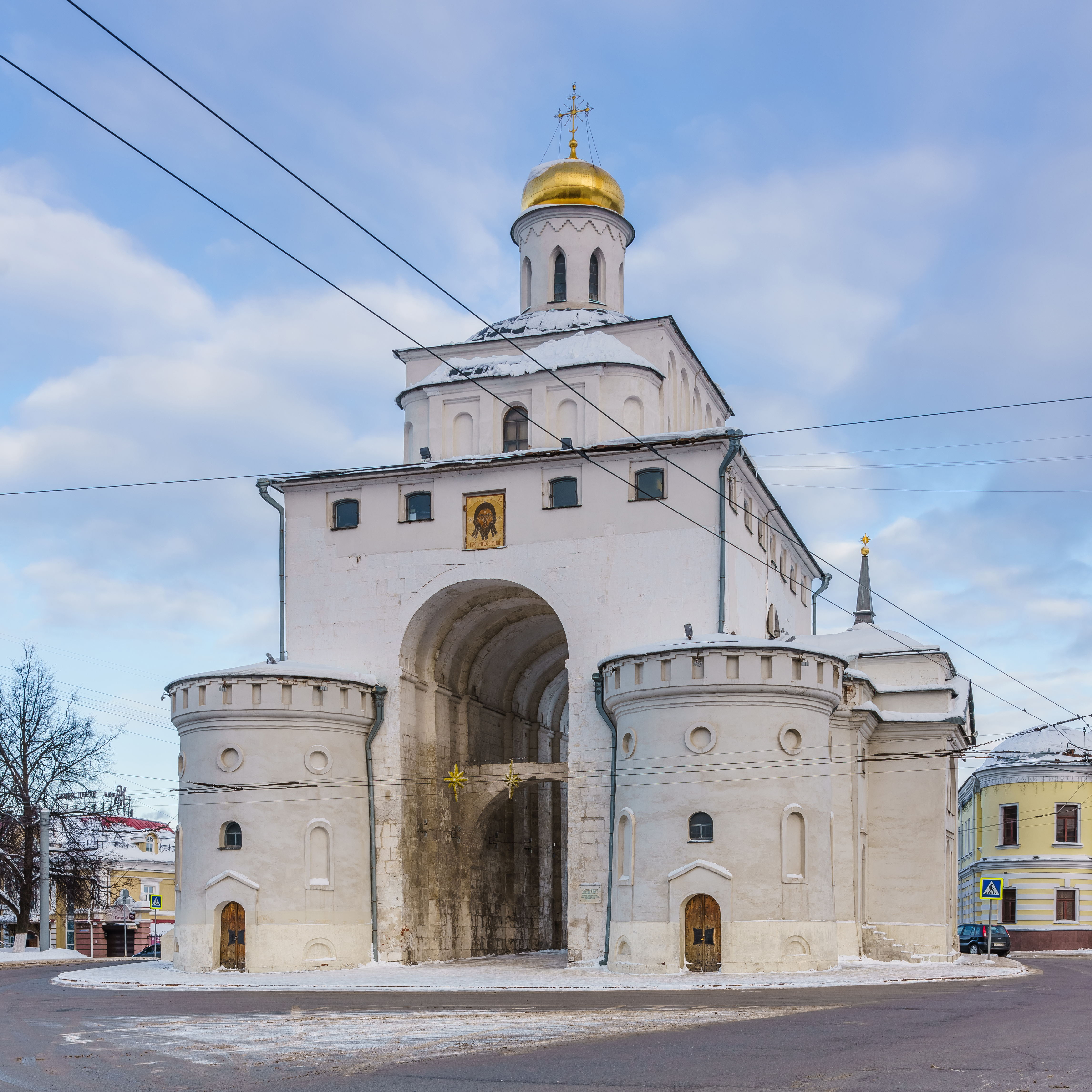
Золотые ворота во Владимире

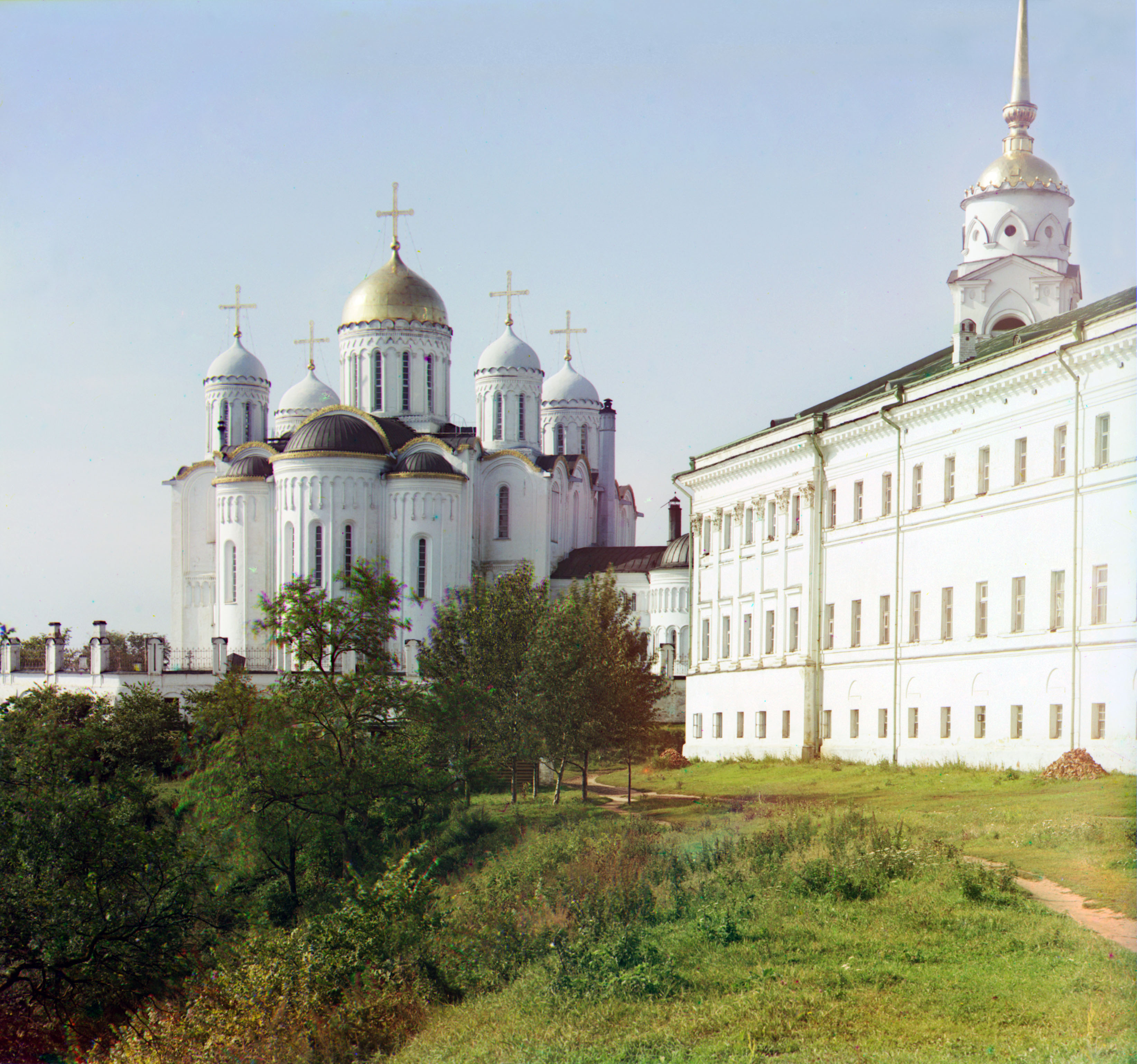
Успенский собор во Владимире. Главный собор Северо-Восточной Руси и место, где великие князья Владимирские садились на престол

Владимир-на-Клязьме, основанный в 1108 году Владимиром Мономахом, стал столицей Северо-Восточной Руси в 1157 году, когда сюда из Суздаля перенёс свою резиденцию князь Андрей Юрьевич Боголюбский. Андрей стремился сделать Владимир равным Киеву и специально отстроил по столичному образцу. В старой историографической традиции, восходящей к В. Н. Татищеву и Н. М. Карамзину, нежелание Андрея занять киевский стол в 1169 году трактовалось как обретение Владимиром статуса столицы в общерусском масштабе. Однако в современной литературе этот вывод поддержки не находит. Признание старейшинства в княжеском роде, действительно, оказалось оторванным от киевского стола, но оно прилагалось к личности князя, а не его городу и далеко не всегда принадлежало владимирским князьям.
Временем максимального влияния княжества стало правление Всеволода Юрьевича Большое гнездо. Его главенство признавалось князьями всех русских земель, кроме Чернигова и Полоцка, и отныне владимирские князья стали именоваться «великими».
После Монгольского нашествия (1237—1240) все русские земли оказались под верховной властью Монгольской империи, в подчинении её западного крыла — Улуса Джучи или Золотой Орды. Центр последней находился в Нижнем Поволжье, в городе Сарай-Бату (в районе совр. с. Селитренное в 80 км от Астрахани), а позднее в Сарай-Берке (ныне село Царев Ленинского района Волгоградской области). Власть русских князей стала зависеть от санкции ордынских ханов. В русских источниках они именовались «царями» — высшим титулом, ранее прилагавшимся только к византийским и германским императорам. Именно великие князья Владимирские были номинально признаны в Орде старейшими во всей Руси. В 1299 году во Владимир перенёс свою резиденцию митрополит. С нач. XIV века владимирские князья стали носить титул  «великих князей всея Руси» . Но их реальный контроль ограничивался территорией Северо-Восточной Руси и Новгородом.
Владимирский стол с санкции Орды получал один из удельных князей Северо-Восточной Руси. После смерти Александра Невского князья перестали лично сидеть в городе. Совершив там обряд интронизации, они оставляли наместника и возвращались в родовое княжество. Такая система напоминала ситуацию, ранее существовавшую в масштабе всей Руси. Но в отличие от Киевского Владимирское княжество не считалось общеродовой собственностью, а управлялось великим князем единолично. Это давало носителю данного титула реальный перевес над остальными князьями. Ожесточённая борьба за него, часто сопровождавшаяся опорой на татарские войска, была характерным явлением следующего столетия.
В XIII веке владимирским столом владели князья Твери, Костромы, Переяславля и Городца. В XIV веке — Твери, Москвы и Суздаля (Нижнего Новгорода). С 1363 года его занимали только московские князья, с 1389 года он стал их наследственным владением. Тем самым Владимирское и Московское княжества фактически слились. Последними князьями, прошедшими коронацию во Владимире, были Василий I в 1389 году и, возможно, Василий II в 1432 году (по другим сведениям, он садился на престол уже в Москве). Владимир окончательно превратился в провинциальный город. Хотя в великокняжеской и царской титулатуре он по традиции ещё очень долго упоминался на первом месте.

### Столицы Южной и Западной Руси
Вне традиционной иерархии княжений Рюриковичей оказалась Юго-Западная Русь — Галицко-Волынское княжество. Его правитель Даниил Романович в 1254 году принял из рук папы римского титул короля Руси. В отличие от других русских земель здесь не сложилось представления о старшинстве какого-либо одного стола, владение которым делало бы его обладателя сюзереном над остальными родичами. Княжество не имело постоянной столицы. Княжескими резиденциями в разное время являлись Галич, Холм и Львов. Галицко-Волынское государство просуществовало до конца XIV века, а затем, после пресечения русской княжеской династии, было поделено между Польшей и Литвой.
Во второй половине XIII — начале XV века южные и западные русские земли вошли в состав Великого княжества Литовского со столицей в Вильно, расположенной за пределами исторической Руси. Местные княжения при этом ликвидировались или передавались в удел литовским князьям, но русское боярство и городские общины полностью сохраняли свои привилегии. Литовские великие князья из династии Гедиминовичей выступали реальными соперниками Москвы в деле объединения Руси. В 1385 году Литва заключила унию с Польшей, и литовская знать обратилась в католичество, что впоследствии привело к полному слиянию двух государств и возникновению неразрешимых конфессиональных противоречий.

### Москва (1389—1712)

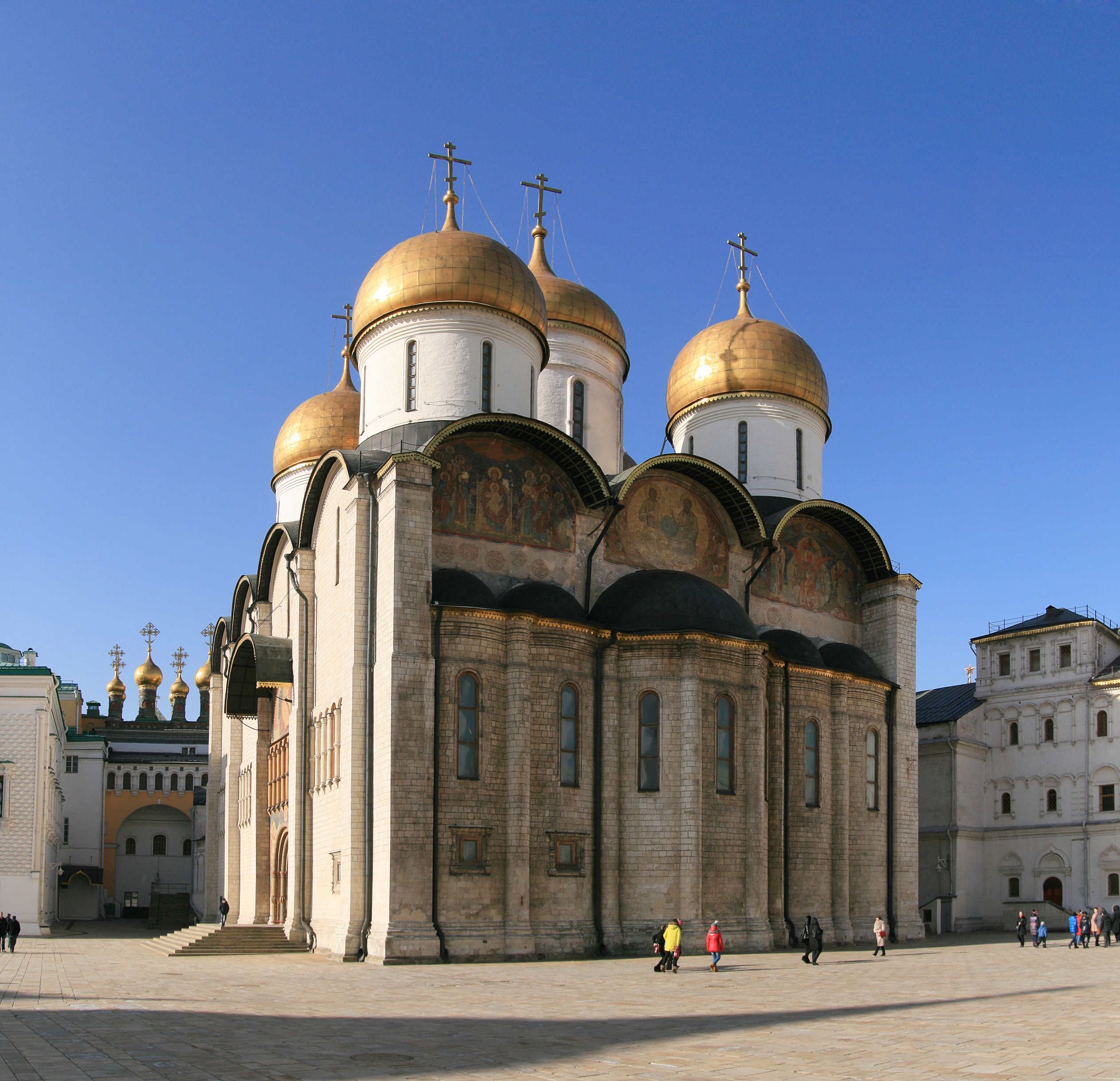
Успенский собор Московского Кремля (современный вид). Место коронации московских князей, царей и (начиная с Петра II) российских императоров

Москва впервые упомянута в летописи в 1147 году. До монгольского нашествия в городе не было княжеского стола. Он на короткое время учреждался в 1247—1248 годах и был ликвидирован по смерти занимавшего его князя. В 1263 году Москву получил в удел младший сын Александра Невского — Даниил Александрович. Не претендуя на великое княжение Владимирское, он смог значительно расширить территорию своего княжества за счёт соседних смоленских и рязанских волостей. Это позволило Даниилу привлечь к себе на службу большое количество служилых людей, которые составили основу мощного московского боярства. В современной историографии данный фактор рассматривается как важнейший в процессе успешного возвышения Москвы.
Сыновья Даниила — Юрий Данилович и Иван I Калита вступили в борьбу за великокняжеский ярлык с тверскими князьями и за время нахождения на владимирском столе значительно расширили великокняжеские владения. В 1325 году митрополит Всея Руси Пётр перенёс свою резиденцию из Владимира в Москву.
Однако до тех пор, пока право на великое княжение зависело от воли хана, положение московских князей оставалось непрочным. После внезапной смерти Ивана II Красного московским князем стал его 9-летний сын Дмитрий Иванович (будущий Донской) и ярлык на Владимир достался Дмитрию Константиновичу Суздальско-Нижегородскому. Этот момент совпал с началом в Орде длительной усобицы, что дало возможность московскому боярству получить ярлык от другого претендента на ханский престол и отстоять владение Владимиром с помощью военной силы (1363). Последующие ордынские ярлыки, выданные фактическим правителем западной части Орды — Мамаем в 1370, 1371 и 1375 годах Михаилу Александровичу Тверскому были Дмитрием проигнорированы. Под эгидой Москвы сложилась устойчивая коалиция, включавшая в себя все земли Северо-Восточной Руси, а также часть верховских и смоленских княжеств. С этими силами Дмитрий принудил к покорности оставшуюся без союзников Тверь и нанёс историческое поражение ордынской армии Мамая в Куликовской битве в 1380 году.
Итогом правления Дмитрия Донского стало признание владимирского стола «отчиной» — то есть наследственным владением московских князей. Переход был признан Литвой (1372) и Тверью (1375, 1384) и получил санкцию со стороны Орды (1383). В 1389 году Дмитрий передал Владимир по завещанию своему сыну Василию I. Объединение России завершилось в правление Ивана III и Василия III включением в состав Московского государства Новгорода (1478), Твери (1485) и ликвидацией формальной автономии Пскова (1510) и Рязани (1518). Иван III стал также первым суверенным правителем России, отказавшись подчиняться ордынскому хану.
В 1547 году Иван IV принял царский титул, и Москва до 1712 года стала столицей Российского царства.

### Санкт-Петербург / Петроград (1712—1918)

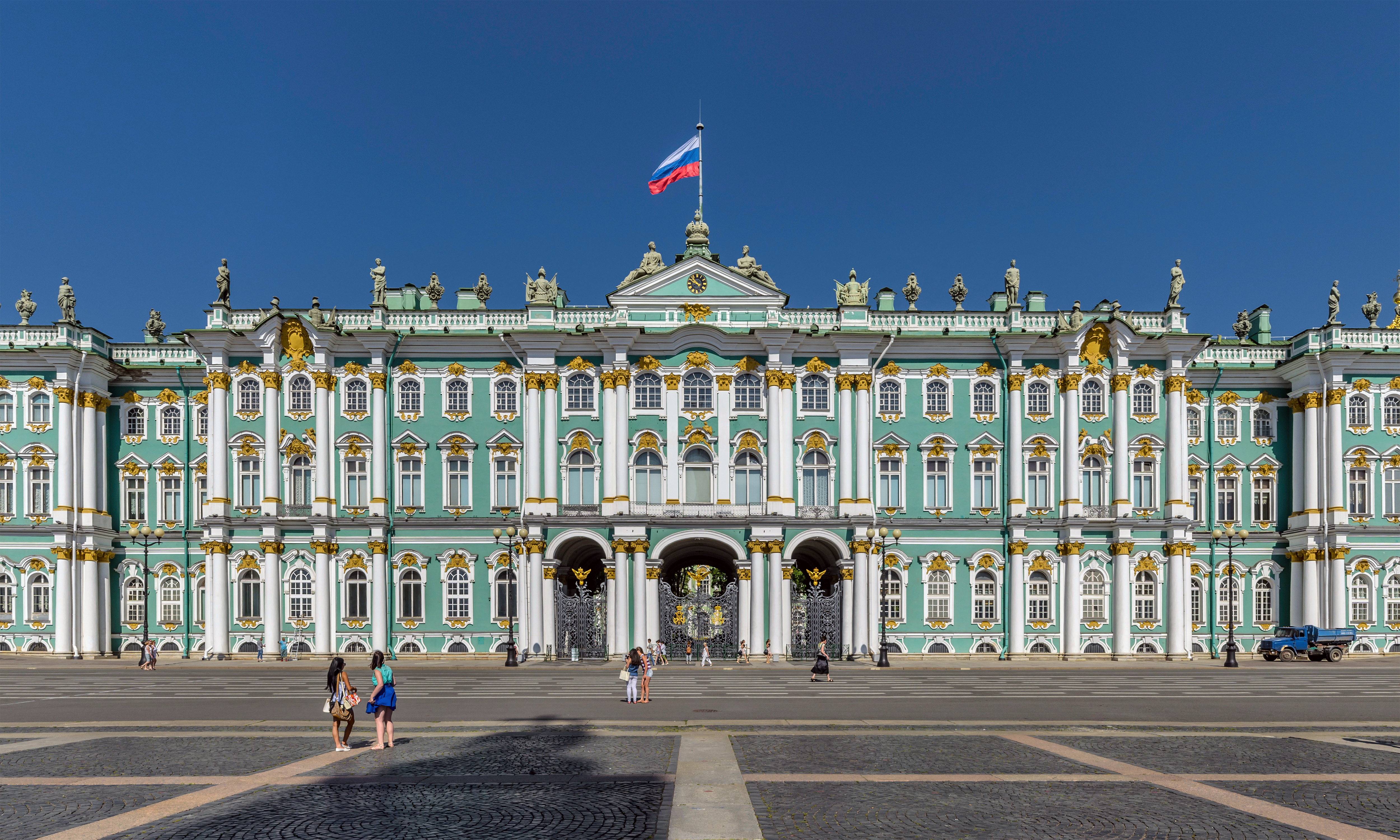
Зимний дворец — официальная резиденция российских императоров.

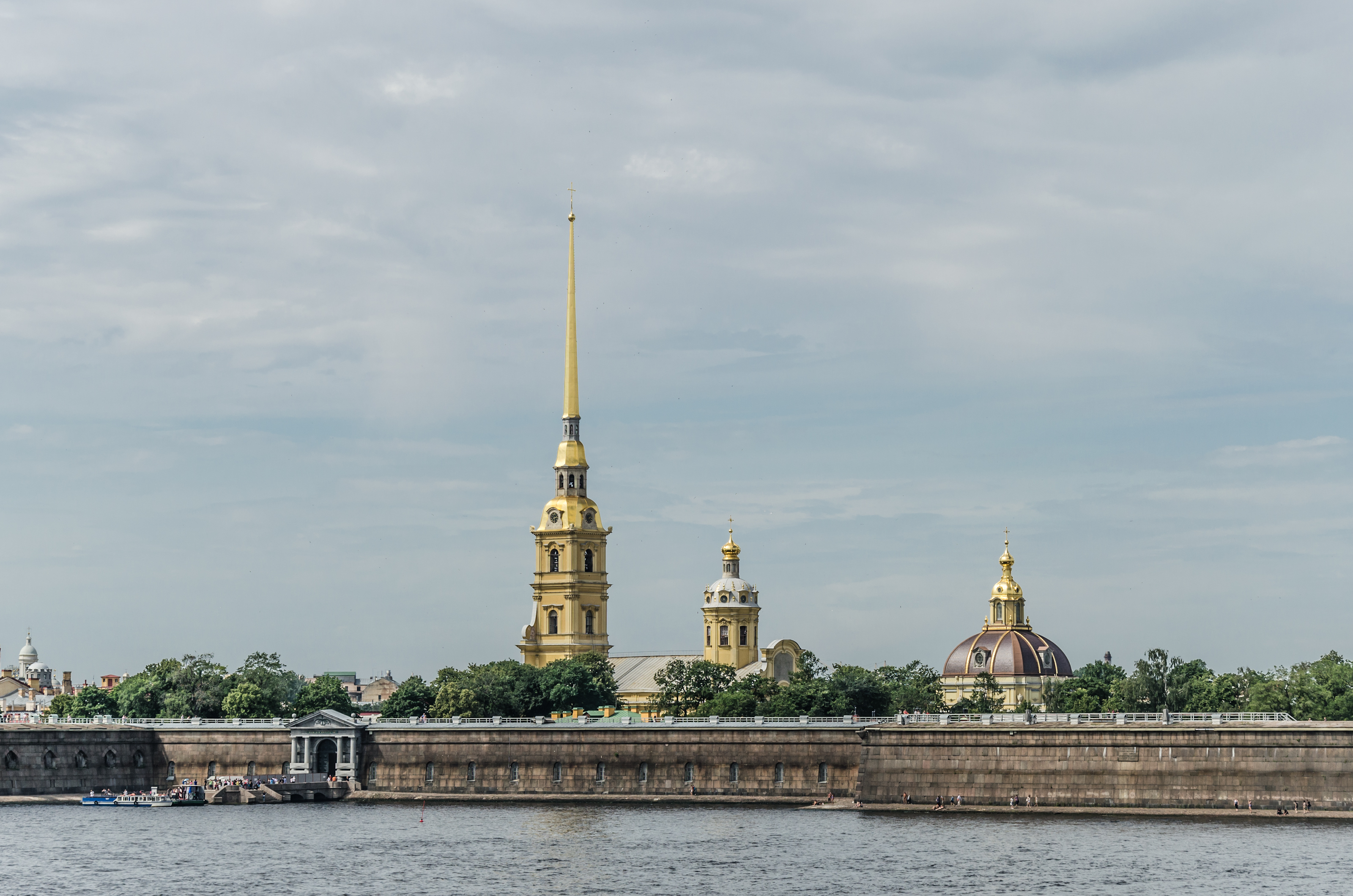
Петропавловская крепость (современный вид)

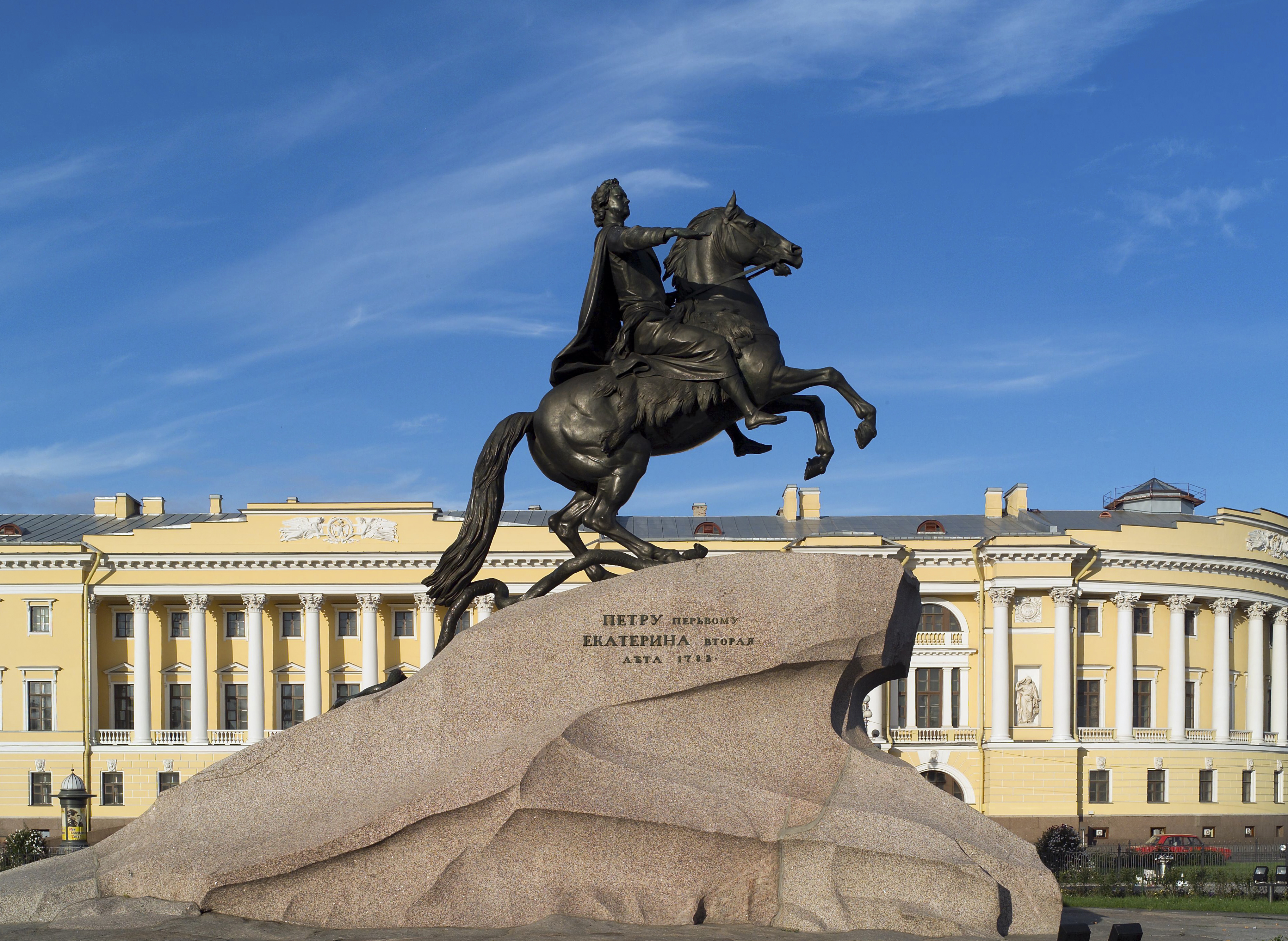
Медный всадник — памятник Петру I на Сенатской площади

В 1712 году по воле Петра I столица России была перенесена в Санкт-Петербург, специально основанный как столичный город. При этом формального указа или царского манифеста о переносе столицы не издавалось.
В 1728 году столица фактически была перенесена обратно в Москву в связи с переездом туда Петра II. После его смерти в 1730 году Петербургу был подтверждён столичный статус. Императорский двор и правительство переехало в город единовременно в 1732 году.

### Москва (с 1918)
12 марта 1918 года решением Советского правительства столица России перенесена в Москву. В 1922 году Москва, оставаясь столицей РСФСР, стала одновременно и столицей Советского Союза.

## Вопрос переноса столицы из Москвы в Санкт-Петербург в XXI веке
В июне 2003 года в Кремле во время традиционной ежегодной пресс-конференции президент России Владимир Путин заявил, что считает неоправданной идею полного переноса столицы из Москвы: «Россия — ядерная держава и перенос столицы означал бы огромные затраты, ничем не оправданные», а по поводу переноса отдельных столичных функций, как заметил глава государства, «об этом можно подумать», «Это должно решаться в естественном режиме, спокойно и без всякого ажиотажа».
В свою очередь губернатор Санкт-Петербурга Валентина Матвиенко без энтузиазма восприняла перспективу переноса столицы в её город и назвала эту идею «вредной для страны»: «Я к этой идее отношусь отрицательно, она вредная, обсуждать её вредно для страны», — сказала журналистам. «У нас есть одна столица — Москва, которая успешно справляется со своими функциями. Было бы безумием сейчас поднимать вопрос о переносе столицы в другой город. У страны есть много других проблем, которые более остры и требуют немедленного решения». При этом она добавила, что переезд в Санкт-Петербург «Конституционного суда, создание федерального телеканала регионов, перевод офисов крупных компаний и банков, приход зарубежных и международных компаний и корпораций — всё это как раз и придает городу столичность и способствует более полному развитию его потенциала, более быстрому развитию».

## Столицы союзов с участием России
Штаб-квартира координирующих органов региональной межгосударственной (международной) организации СНГ, в которой состоит Россия, находится в Минске. Межпарламентская ассамблея стран СНГ находится в Санкт-Петербурге.
С 1997 года Россия является членом не имеющего официальной столицы фактически конфедеративного (в заявлявшейся перспективе — федеративного) Союза России и Белоруссии с технической «столицей» в Минске (по месту пребывания координирующих органов).

## Временные, фактические и потенциальные столицы России

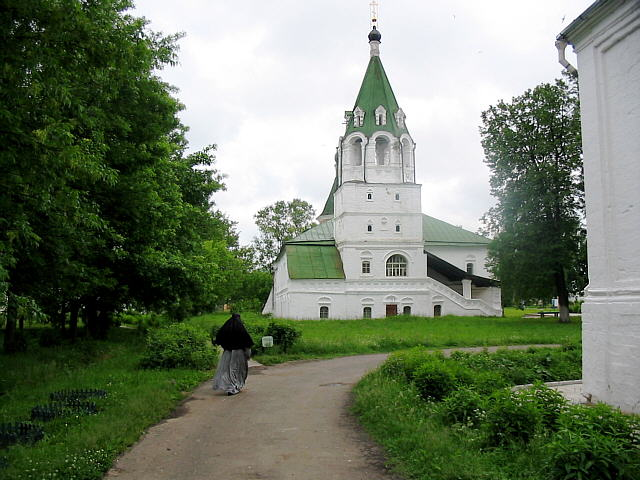
Александровская слобода. Фактическая столица Руси во время Опричнины. Колокольня Покровской церкви (XVII—XVIII века)

Александровская слобода (ныне город Александров)
В 1564—1581 годах была фактической столицей России и «столицей опричнины» по причине расположения в ней резиденции царя Ивана Грозного.
Воронеж
Фактически являлся столицей Русского царства в период с 1696 года по 1722 год во время 13 длительных приездов в город Петра Первого для строительства государственного Военно-Морского флота России. Царь провел в Воронеже в общей сложности более 500 дней. На этот период Воронеж стал политическим центром российского государства. Во дворе избы Игната Моторина развернули государев шатер — походную канцелярию царя со времен Ивана Грозного. Где находился шатер, там в данный момент и была столица государства. Именно из Воронежа в эти дни по всей стране рассылались указы царя.
Вязьма
С 21 октября 1654 года по 10 февраля 1655 года была фактической столицей России, когда царь Алексей Михайлович перевёл её сюда из Москвы, где свирепствовала чума. В город прибыла вся царская семья и патриарх Никон.
Екатеринбург (Свердловск)
Идея переноса столицы РСФСР в Свердловск рассматривалась несколько раз:
- по предложению Ленина, как возможное местопребывание Советского правительства, в случае неудачи с заключением Брестского мира и поражения от Германии или Антанты;
- во времена правления Н. С. Хрущёва;
- в 1991 году рассматривался Б. Н. Ельциным как возможное местопребывание правительства РСФСР в случае неудачи отражения попытки переворота ГКЧП.

Иркутск
После падения Омска в ноябре 1919 года Колчак определил Иркутск как столицу «Единой и неделимой России», здесь же обустраивается Всероссийское правительство, иностранные миссии. Намечается созыв Земского Собора России. Фактически в связи с арестом и казнью верховного правителя этих функций не выполнял, хотя основные дипломатические представительства функционировали в городе с конца 1919 года.
Нижний Новгород
Столица Нижегородско-Суздальского великого княжества в 1350—1425 годах; при великом князе Дмитрии Константиновиче (1360—1363) являлся фактической столицей Великого княжества Владимирского (Северо-Восточной Руси); предполагался на роль столицы в государстве декабристов.
Новосибирск
Возможное местопребывание парламента и правительства России, по предложению нескольких областных Советов рассматривавшееся Р. Хасбулатовым и А. Руцким, в случае принятия решения о дальнейшем противодействии роспуску Верховного Совета Б. Н. Ельциным в 1993 году. 
Также, на экономическом форуме в Санкт-Петербурге 2023 года эта идея прозвучала вновь.
Омск
В период гражданской войны, с 1918 по 1920 годы, столицей антибольшевистского Российского государства был Омск. Здесь располагались Временное Всероссийское правительство (с 9 октября по 18 ноября 1918 г.), Российское правительство А. В. Колчака и резиденция самого Верховного правителя.
Самара (Куйбышев)

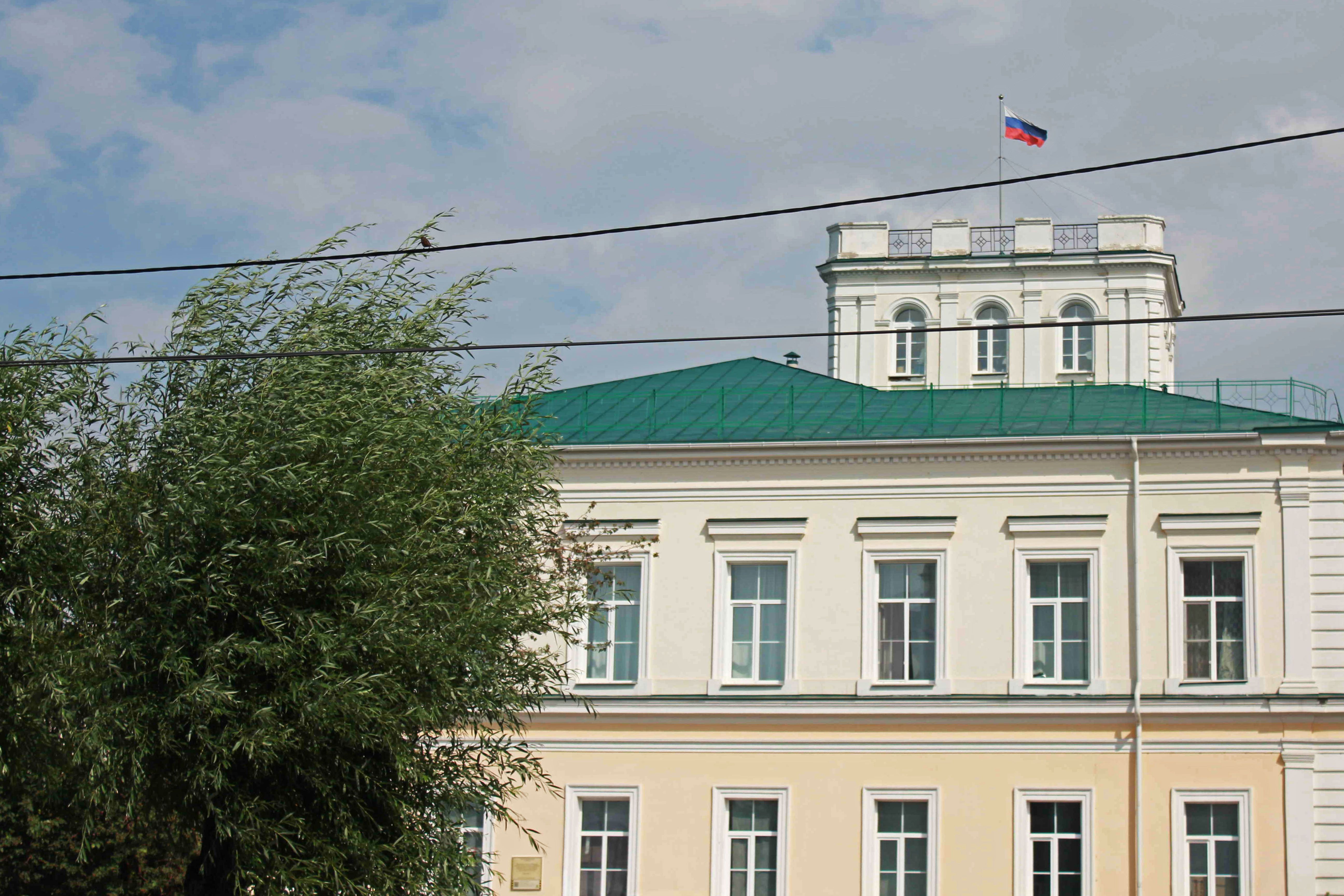
Дом правительства и резиденция Верховного правителя России в Омске

Местопребывание первого всероссийского антибольшевистского правительства, образованного 8 июня 1918 года и называвшегося Комитетом членов Учредительного собрания (Комуч) в начале Гражданской войны;
Согласно Постановлению Государственного Комитета Обороны «Об эвакуации столицы СССР из Москвы» от 15 октября 1941 года, в Куйбышев были перемещены часть ЦК ВКП(б), Совнарком, Президиум Верховного Совета СССР, наркоматы, ЦК ВЛКСМ, исполком Коминтерна во главе с Г. Димитровым, дипломатические миссии зарубежных государств (включая, США, Великобританию и Японию). Специально для Сталина в кратчайшие сроки был построен бункер. Роль временной фактической «столицы» Куйбышев исполнял в период с 1941 по 1943 год.
Таганрог
Являлся фактической «столицей» Российской империи с сентября по ноябрь 1825, во время проживания в нём императора Александра I; в 1918—1919 годах являлся ставкой (практически — столицей) А. И. Деникина, стоявшего во главе ВСЮР (Вооружённых Сил Юга России). Планировался Петром Первым в качестве столицы России, но из-за военных поражений от этой идеи пришлось отказаться в пользу Санкт-Петербурга.
Тверь
Столица Тверского княжества с 1247 года, которое в 1263—1272, 1304—1322, 1324—1328 годы (периоды правления тверских князей на владимирском великокняжеском престоле) было фактическим центром русских земель.
Уфа
Местопребывание с 23 сентября по 9 октября 1918 года второго всероссийского антибольшевистского правительства (Уфимская Директория, преобразованная из Комуча) во время Гражданской войны.
Ярославль
В 1612 году при польской интервенции в Москву в Смутное время стал фактической столицей страны, где были сформированы временное Земское правительство (Совет всея земли) и его вооружённые силы (Народное ополчение).

## Столицы других государств на территории Российской Федерации
Чтобы не переполнять список, в нём не указаны столицы русских княжеств периода раздробленности и столицы государственных образований времён гражданской войны.
- Бахчисарай — столица Крымского ханства. Город существует под прежним названием[50].
- Биляр — столица Волжской Булгарии. Сейчас руины рядом с селом Билярск.
- Булгар — столица Волжской Булгарии и первая столица Золотой Орды. Город существует под прежним названием.
- Вятка — столица средневековой Вятской республики. В данный момент называется Киров.
- Дорос — столица княжества Феодоро. Сейчас руины города-крепости Мангуп[50].
- Итиль — столица Хазарского каганата. Сейчас руины, ассоциируемые с Самосдельским городищем.
- Казань — столица Казанского ханства. Город существует под прежним названием.
- Касимов — столица Касимовского ханства. Город существует под прежним названием.
- Каффа — столица Генуэзских колоний в Северном Причерноморье. Сейчас город Феодосия[50].
- Кашлык — столица Сибирского ханства. Сейчас памятник археологии Кучумово городище.
- Кёнигсберг — столица государства Тевтонского ордена, Прусского герцогства и княжества Бранденбург-Пруссия. Сейчас город Калининград.
- Кырк-Ер — столица Кырк-Орского княжества, потом Крымского ханства. Сейчас руины Чуфут-Кале[50].
- Магас — столица Алании. Его расположение отождествляют с Нижне-Архызским городищем, Алхан-Калинским городищем и комплексом других более мелких городищ.
- Неаполь Скифский — столица Позднескифского государства. Сейчас город Симферополь[50].
- Новый Сарай (Сарай Ал-Джедид) — столица Золотой Орды. Сейчас руины рядом с селом Царев.
- Пантикапей — столица Боспорского царства. Сейчас город Керчь[50].
- Покча — столица Перми Великой. Село существует под прежним названием.
- Салачик — столица Крымского ханства. Сейчас восточная окраина Бахчисарая[50].
- Семендер — столица Хазарского каганата. Сейчас руины, ассоциируемые с местом близ посёлка Тарки.
- Синд — столица древнего государства Синдика. Руины античного города находятся в центре Анапы.
- Старая Казань (Иске Казань) — столица Казанского ханства. Сейчас село Камаево.
- Тарки — столица Тарковского шамхальства. Село существует под прежним названием.
- Соликамск — столица Перми Великой. Город существует под прежним названием.
- Старый Сарай (Сарай Бату) — столица Золотой Орды. Сейчас руины рядом с селом Селитренное.
- Хаджи-Тархан — столица Астраханского ханства. Сейчас руины — городище Шареный Бугор.
- Херсонес Таврический — древнегреческий город-государство, затем римский и византийский город. Сейчас город-музей на территории Севастополя[50].
- Хунзах — столица Сарира и Аварского ханства. Село существует под прежним названием.
- Чердынь — столица Перми Великой. Город существует под прежним названием.
- Чинги-Тура — столица Сибирского ханства, Узбекского ханства и Большой Орды. Ныне памятник археологии «Царёво городище» в городе Тюмень.